# Чотириок Ґабрієлів
Чотириок Ґабрієлів (лат. Tetropium gabrieli, Weise, 1905) — вид жуків з родини Скрипунових

## Поширення
Хорологічно Чотириок Ґабрієлів є європейським видом в межах європейського зоогеографічного комплексу. Ареал охоплює гірські регіони Європи аж до південного Уралу. Вказівки із Туреччини є помилковими
Чотириок Ґабрієлів ввезений із деревиною у Фінляндію.
В Україні Чотириок Ґабрієлів є дуже рідкісним, відомим за поодинокими знахідками з Карпат і Полісся.

## Морфологія (біологія)|Морфологія

### Імаго
Передньоспинка в T. gabrieli, на відміну від T. castaneum, матова. Її боки рашпілевидно поцятковані. Голова між вусиками без поздовжньої боріздки. Тіло чорне, іноді буре з так само забарвленими надкрилами. Вусики і ноги руді, часто чорні. Довжина тіла 8-12 мм.

### Личинка
Передній край лобу личинки несе 6 епістомальних щетинок. Вусики 3-членикові. Вічок немає. Гіпостом біля гіпостомальних швів, майже, в 3 рази довший за ґулярну смугу. Мандибули з плавно вирізаним ріжучим краєм, без боріздкоподібних майданчиків. Вентральний і дорзальний зубці короткі, не гострі. Основа пронотуму та поверхня мозолів черевця, з дорзальної сторони, мають по 4, а з вентральної – 2 поздовжні боріздки. Поперечні боріздки непомітні. Дихальця дрібні, округлі, з 2 краєвими камерами. 9-й терґіт черевця з парою маленьких загострених урогомф, що сидять на спільній основі. Довжина - 18-25 мм, ширина 4,5-5 мм.

## Життєвий цикл
Генерація – дворічна.

## Екологія
Дорослі комахи зустрічаються на свіжих вирубках, вітровалах, вмираючих, ошкурених та повалених деревах модрини (Larix decidua). Літ розпочинається в половині червня і триває до серпня. Поселяються в стовбурах ослаблених, ушкоджених, хворих дерев. Ходи личинок мають характерні гачкоподібні вигини.